# 체부 전
체부 전(월로프어: ceebu jën, 프랑스어: thiéboudiène 티에부디엔[*])은 세네갈의 전통 음식이다. 세네감비아 지역의 한 솥 음식인 벤 친의 일종이며, 생선을 넣어 지은 쌀밥이다. 가장 중요한 식사인 점심밥으로 주로 먹으며, 또한 손님을 맞이할 때 환대의 의미를 나타내는 "테랑가(teranga)"로서 체부 전을 대접한다. 세네갈의 국민 음식으로 여겨진다.

## 이름
월로프어 "체부 전(ceebu jën)"은 "쌀, 밥"을 뜻하는 명사 "체브(ceeb)"와 "-와/과"라는 뜻의 연결어 "-우(-u)", "물고기"를 뜻하는 명사 "전(jën)"을 조합한 말로, "생선과 밥"이라는 뜻이다. 세네갈에서는 "체브(ceeb)"라는 말이 보통 체부 전을 가리키지만, 다른 지역에서는 졸로프 라이스나 리 그라 등 벤 친 류를 통칭한다. 프랑스어식 철자인 "티에브(tieb)"나 "티에부디엔(thiéboudiène)"도 사용된다.

## 역사
식민지 시기 세네갈의 수도였던 생루이에서 생겨난 음식이다.

## 만들기
붉은 체부 전과 흰 체부 전이 있는데, 붉은 것에는 토마토 페이스트가 들어간다.
주로 도미, 가자미, 농어 등 흰살생선을 쓰며, 작은 염대구나 훈제 청어 등 훈제·염지한 말린 생선 덩어리(염건어)를 함께 넣어 만들기도 한다. 채소로는 당근, 무/순무, 카사바, 호박, 가지, 오크라, 양배추 등이 쓰이며, 파슬리, 파, 양파, 마늘, 고추 등 향신채도 사용된다. 간은 소금과 후추, 고춧가루로 하며, 붉은 체부 전은 토마토 페이스트를 추가해 만든다.
파슬리, 파, 마늘, 고춧가루, 소금, 후추 등을 막자사발에 찧어 로프(roof)라 부르는 페이스트를 만드는데, 이것을 내장을 제거한 생선에 소로 채운 뒤 생선을 기름에 지져 꺼내 둔다. 같은 기름에 양파를 볶다가 다른 채소와 빼두었던 생선을 넣고 육수를 부어 익히는데, 고추는 익으면 미리 꺼내 둔다. 채소와 생선을 꺼내고 쌀 또는 싸라기를 넣어 밥을 짓기 전에, 껍질 벗긴 타마린드에 육수를 조금 덜어 섞어 소스인 "마차트(maccat)"를 만들어 두는데, 마차트는 나중에 완성된 요리와 함께 낸다. 쌀이 익으면 넓은 그릇에 퍼서 그 위에 생선과 채소를 얹은 다음, 즙을 내 뿌려 먹도록 라임이나 레몬과 꺼내 두었던 고추를 고명으로 얹어 낸다. 생선과 채소, 쌀이 모두 든 음식이라 물 외에 반찬을 곁들여 먹지는 않고, 다만 "혼(xooñ)"이라 부르는 누룽지가 생기면, 긁어서 다른 그릇에 담아 함께 낸다. 식사를 마친 뒤 후식으로 망고 등 과일을 먹기도 한다.

## 비슷한 음식
생선 대신 고기를 넣어 만든 것은 "체부 야프(ceebu yapp)"라 부르며, 마른 생선을 넣어 만든 것은 "체부 케차흐(ceebu keccax)"라 부른다. 감비아의 베나친, 가나, 나이지리아 등 영어권 서아프리카의 졸로프 라이스, 코트디부아르의 리 그라 등이 체부 전과 비슷하다.

## 문화
"체부 전"은 사바르 춤의 박자 이름이기도 하다.

## 사진

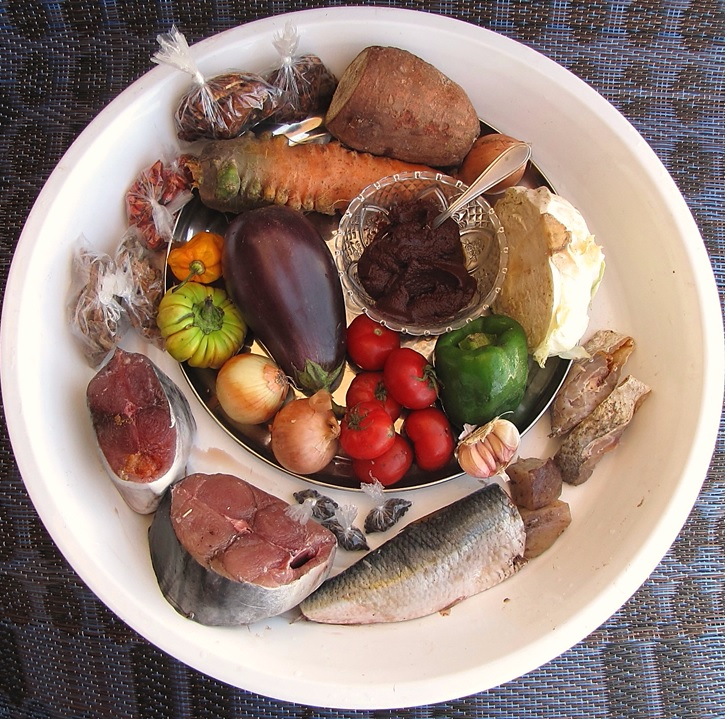
체부 전의 재료

## 같이 보기
- 졸로프 라이스